# Karin Schroth
Karin Schroth (* 23. Oktober 1941 in Potsdam) ist eine deutsche Schauspielerin und Dozentin für Schauspiel.

## Familie
Karin Schroth wurde 1941 als Tochter eines Ingenieurs und einer Verkäuferin geboren. Heute ist sie verheiratet mit dem Schauspieler, Regisseur und Dozenten Peter Schroth. Gemeinsam hat das in Koppenbrück lebende Paar zwei Kinder, die Regisseurin Katka Schroth und den Autor Krischan Moritz Schroth.

## Leben
Bevor Karin Schroths Schauspielkarriere begann, absolvierte sie eine Lehre als technische Zeichnerin. Nach der abgeschlossenen Ausbildung begann sie in Babelsberg an der Hochschule für Film und Fernsehen „Konrad Wolf“ zu studieren. Dort schloss sie 1964 ihr Studium ab.
Karin Schroths Theaterlaufbahn begann mit ihrem ersten Engagement in Chemnitz (früher: Karl-Marx-Stadt). Seitdem arbeitete sie an vielen Theatern der DDR und später auch im vereinten Deutschland. Entscheidende Stationen in ihrer Laufbahn waren: Greifswald, Halle/Saale, Senftenberg, Tip und bat Berlin, das Deutsche Nationaltheater Weimar, das Carrousel Theater Berlin sowie das Staatstheater Karlsruhe. Ensemblegastspiele führten sie unter anderem mit „Siegfried Frauenprotokolle Deutscher Furor“ an die Volksbühne Berlin, mit „Was ihr wollt“ zum ersten Theatertreffen der DDR an das DT Berlin und mit einem Goethe- und Schillerabend nach Paris. Prägend für ihre Laufbahn waren Gertrud-Elisabeth Zillmer, Gerhard Meyer, Hans-Dieter Mäde, Horst Schönemann, Peter Schroth und Christoph Schroth.
Neben ihrer Tätigkeit als Schauspielerin arbeitete Karin Schroth von 1979 bis 1983 als Dozentin für Schauspiel (Grundlagen und Szenenstudium) an der Hochschule für Schauspielkunst „Ernst Busch“. Dort arbeitete sie unter anderem mit Ulrike Krumbiegel, Sewan Latchinian, Peter-René Lüdicke und Martina Schumann.
Karin Schroth arbeitet seit 2002 als freischaffende Schauspielerin.

## Rollen (Auswahl)
- 1965: Hermia in „Sommernachtsraum“ von William Shakespeare (Städtische Bühnen Karl-Marx-Stadt)
- 1966: Polly in „Dreigroschenoper“ von Bertolt Brecht (Städtische Bühnen Karl-Marx-Stadt)
- 1970: Katja in “Zeitgenossen” von Armin Stolper (Landestheater Halle/Saale)
- 1971: Nastja in „Nachtasyl“ von Maxim Gorki (Landestheater Halle/Saale)
- 1973: Cleanthis in „Amphitryon“ von Molière (Theater der Bergarbeiter Senftenberg)
- 1976: Ensemble in „Spielkiste Nr. 2“ von Karl Valentin (Theater der Bergarbeiter Senftenberg)[1]
- 1984: Olivia in „Was ihr wollt“ von William Shakespeare (Deutsches Nationaltheater Weimar)
- 1985: Olga in „Drei Schwestern“ von Anton Tschechow und Rita in „Im Morgengrauen ist es noch still“ von Boris Wassiljew (Deutsches Nationaltheater Weimar)[2]
- 1986: Brünhild in „Siegfried; Frauenprotokolle; Deutscher Furor“ von Volker Braun – Uraufführung (Deutsches Nationaltheater Weimar)[3]
- 1988: Mary in Gerettet von Edward Bond – DDR-Erstaufführung (bat Berlin)[4]
- 1990: Jenny in Die Dreigroschenoper von Bertolt Brecht (Theaterhaus Stuttgart)
- 1991: Die Mutter in Peepshow von George Tabori (bat Berlin)
- 1994: Schreckinger in Die Kannibalen von George Tabori (carrousel Theater Berlin)[5]
- 1995: Amme in Romeo und Julia von William Shakespeare (Berliner carrousel Theater)
- 1995: Fuchs in Der kleine Prinz von Antoine de Saint-Exupéry (carrousel Theater Berlin)
- 1996: Gretchen in Urfaust/Projekt von Johann Wolfgang von Goethe (carrousel Theater Berlin)[6]
- 1997: Die Mutter in Mutters Courage von George Tabori (Badisches Staatstheater Karlsruhe)[7]
- 1998: Gertrud in Hamlet von William Shakespeare (Badisches Staatstheater Karlsruhe)[8]
- 1998: Frau Balicke in „Trommeln in der Nacht“ von Bertolt Brecht (Badisches Staatstheater Karlsruhe)
- 1999: Ranjewskaja in „Der Kirschgarten“ von Anton Pavlovic Cechov (Badisches Staatstheater Karlsruhe)[9]
- 2000: Lotte Stern in „Jubiläum“ von George Tabori (Badisches Staatstheater Karlsruhe)[10]
- 2001: Orsinia in „Emilia Galotti“ von Gotthold Ephraim Lessing (Badisches Staatstheater Karlsruhe)

## Filmografie (Auswahl)
- 1968: Nadel und Bajonett[11]
- 1971: Zeitgenossen[12]
- 1978: Rote Erde[13]